# Главерсвил (Њујорк)
Главерсвил (енгл. Gloversville) град је у америчкој савезној држави Њујорк. По попису становништва из 2010. у њему је живело 15.665 становника.

## Демографија
Према попису становништва из 2010. у граду је живело 15.665 становника, што је 252 (1,6%) становника више него 2000. године.
| Група             | 2000.          | 2010.          |
| Белци             | 14.557 (94,4%) | 14.298 (91,3%) |
| Афроамериканци    | 286 (1,9%)     | 445 (2,8%)     |
| Азијати           | 93 (0,6%)      | 77 (0,5%)      |
| Хиспаноамериканци | 258 (1,7%)     | 531 (3,4%)     |
| Укупно            | 15.413         | 15.665         |